# 麻名用水
麻名用水（あさなようすい）は、徳島県吉野川市・石井町・徳島市を流れる用水路。

## 地理
吉野川市の鴨島地区・名西郡石井町・徳島市国府地区の平野部を流れる用水で、水路延長は24.1km、受益面積1,223haで徳島県下屈指の規模を誇る。

## 歴史
用水の流域は吉野川流域の南岸に位置し、徳島藩政期は藍作の中心地帯であった。しかし、明治に入り、洋藍さらに化学染料の輸入等で藍作が打撃を受け、この救済の方向として水稲栽培への転換によって苦境から脱する案が検討され、1899年（明治32年）に用水計画が具体化した。
旧麻植郡山川町の岩津ノ淵から取水し、麻植郡・名西郡の2郡12ヶ町村の灌漑が計画され、導水幹線用水路の測量等を終え、1990年（明治33年）に水利組合の創立にこぎつけた。しかし、当初は多数の反対者が出て計画は保留となっていたが、1904年（明治37年）に再び用水組合結成の機運が高まり、2回にわたる創立総会で麻植郡無理山村・牛島村・名西郡浦庄村・石井町・高原村の5か町村、関係区域1,300haが定められた。
1905年（明治38年）、関係町村長を創立委員として日露戦争の戦勝記念として紀念麻名用水普通水利組合が発足。工事は1908年（明治41年）4月に完了、同年5月に幹線通水をおこなった。
完成時の水源は麻植郡川島町岩の鼻地先で吉野川から取水、飯尾で幹線水路は南北に分かれ、中央に流れる飯尾川、下流の渡内川の余水を再利用、あるいはこれら河川への排水を行い水量の調整がなされた。